# Arrondissement Le Blanc
Arrondissement Le Blanc (fr. Arrondissement du Blanc) je správní územní jednotka ležící v departementu Indre a regionu Centre-Val de Loire ve Francii. Člení se dále na šest kantonů a 56 obcí.

## Kantony
- Bélâbre
- Le Blanc
- Mézières-en-Brenne
- Saint-Benoît-du-Sault
- Saint-Gaultier
- Tournon-Saint-Martin